# Apionichthys
Apionichthys is een geslacht van straalvinnige vissen uit de familie van Amerikaanse tongen (Achiridae).

## Soorten
- Apionichthys dumerili Kaup, 1858
- Apionichthys finis (Eigenmann, 1912)
- Apionichthys menezesi Ramos, 2003
- Apionichthys nattereri (Steindachner, 1876)
- Apionichthys rosai Ramos, 2003
- Apionichthys sauli Ramos, 2003
- Apionichthys seripierriae Ramos, 2003